# Nekrofili
Nekrofili, også kendt som thanatofili og nekrolagnia, er betegnelsen på en parafili som involverer seksuel tiltrækning til lig. Ordet er sammensat af græsk νεκρός («død» eller «lig») og φιλία («kærlighed»), og ser ud til at stamme fra Krafft-Ebings Psychopathia Sexualis fra 1886.

## Lovgivning
I Danmark er nekrofili ulovligt og behandles efter straffelovens § 139:
- Stk. 1. Den, som krænker gravfreden eller gør sig skyldig i usømmelig behandling af lig, straffes med bøde eller fængsel indtil 6 måneder.
- Stk. 2. På samme måde straffes den, som gør sig skyldig i usømmelig behandling af ting, der hører til i en kirke og anvendes til kirkeligt brug.